# Vermelho Velho

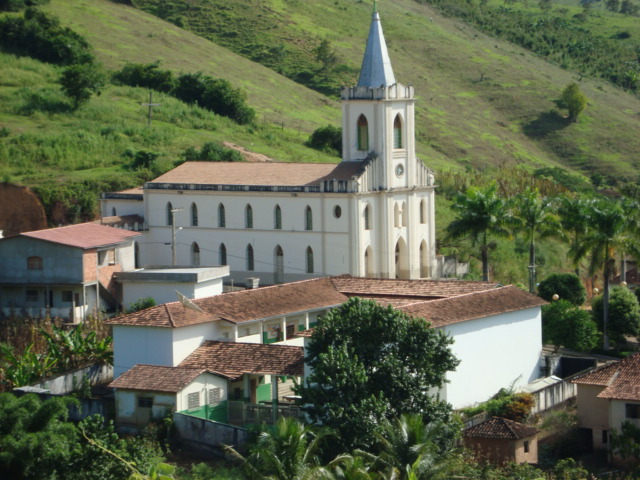
Iglesia de Vermelho Velho, frente a la plaza principal. 2006

Vermelho Velho es una villa de la municipalidad de Raul Soares, Minas Gerais.

## Toponimia
El nombre Vermelho Velho quiere decir "rojo nuevo". Y se originó debido a las aguas del río de la localidad.

## Historia
Vermelho Velho, distrito de Raúl Soares, está situado al este de Minas Gerais, que a su vez se encuentra dentro de la Región Sudeste. Vermelho Viejo está a 25 km de Raul Soares y a 25 km de Bom Jesus do Galho y tiene más o menos 150 años. El clima es muy agradable. 
Se construyeron viviendas con la llegada de personas de otros lugares, a partir de entonces la población creció. La vegetación forestal fue (lleno de aves de corral). Hoy en día existen muchas plantaciones. 
Los medios de transporte se hizo por las tropas de los animales (se compone de diez animales, una para el guía) y coches de buey. En 1916 entró en la Red Ferroviaria Raúl Soares y en 1930 se ha extendido el distrito. A partir de entonces se avanza, y hoy podemos contar con la carretera que conecta el Caratinga Raúl Soares, BR 116, que pasa dentro de Velho. 
El río Rojo que se encuentra dentro de Antiguo Roja se llama Roja Ribeirão fuente en la cabeza y ha Nuevo en Río Rojo y termina en Matipó. Anteriormente había Coronelismo (en general, obedece la ley es que se imponen). Luego hubo cambios en la política, la creación de «dos partidos políticos de la UDN (Unión Democrática Nacional) y el PSD (Partido Social Demócrata), hay mucha rivalidad. 
Es muy democrático políticamente, con grandes destacados, tres de ellos fueron alcaldes de nuestra ciudad como Carlito Ferreira Brandão, el Dr. Zeferino Pires y José Macario Luz Dos de ellos vivían en Antigua Rojo: Carlito y José Macário. Las calles que antes tenían nombres como la calle Direita, Pong y guijarros. Hoy, sin embargo, hay varias calles con nombres completos diferentes. 
La religión predominante es el catolicismo, que aparece en 1932, el protestantismo (presbiteriano). La iglesia católica se hizo de totoras, y sólo en 1947, que abarcan en un nuevo edificio en el mismo lugar. 
La agricultura es variada: arroz, maíz, café, yuca y caña de azúcar. Desde siempre la principal fuente de economía es el café. Estos productos se cultivan y exportan. Hubo un gran crecimiento en la agricultura, así que tuvimos que construir un almacén para hacer el depósito de cereales. Tienda con el nombre de Castro Mendes y Cia., que compran y exportan a otros lugares, utilizando como medio de transporte el ferroviario. 
El transporte de grano a la bodega fue hecha por las tropas y coche boi. Antigamente en términos culturales, se podría contar con: cine, teatro y música de dos bandas (Francisco Manoel Martins y Abraham). El comercio era mucho mejor que hoy en día, existen varias tiendas (Turquinho José, Leoncio Querino da Luz, José Nogueira, Joaquim Alves de Souza, etc) con una población abundante y de amplios movimientos.
En 1980 apareció el Registro Vermelho Velho, donde hay ceremonias de boda y registros de recién nacidos.
El ganado no era mucho énfasis en que es ahora mucho más utilizadas: las especies bovina, equino. El abastecimiento de agua se hace precariamente , es decir, el agua se retiró de los tanques. Actualmente, tenemos una oferta razonable. El tratamiento de aguas residuales era pobre, hoy podemos contar con este benefício. La iluminación era tan mala, fue realizada por lámparas de queroseno y sin iluminación en las calles. Fue la central hidroeléctrica de Joaquim Alves de Souza, más tarde, de Raúl Soares, fuerza y luz para venir a CEMIG, con una perfecta iluminación. Desde el principio hubo un club de fútbol y la rivalidad, pero en este día y esta era la rivalidad ha aumentado debido al crecimiento de la población y la popularización de la alfabetización deportiva. Podemos ver que en el pasado, sólo obtuvo el conocimiento de los escolares o los ricos que podían pagar sus estudios. Mientras que la clase media, aún en el analfabetismo (que se refleja en nuestra sociedad hoy en día).

## Actualidad
Hoy en día hay escuelas para todos los estudiantes, y vienen con  transporte, de más lejos. Existen medios de comunicación:  teléfono, principales canales de televisión y varias emisoras de radio. Ya quedó en l epasado el tratamiento a través de hierbas, hoy tenemos un centro de salud para las consultas de la población, además de prestar asistencia a las vacunación. 
Mirando el aspecto visual del casco antiguo de Red, podemos ver que las mejoras fueron en el campo de fútbol, el camino a la escuela, la estructura de las casas y la iglesia

## Comunicación
Sitio de la villa Vermelho velho:  (enlace roto disponible en Internet Archive; véase el historial, la primera versión y la última).
- Datos: Q2300089
- Multimedia: Vermelho Velho / Q2300089